# Dana (Schauspielerin)
Dana (chinesisch 丹納 / 丹娜, Pinyin Dān Nà; * in Nanhai, Foshan, Guangzhou als Shum Shuk-Yee, chinesisch 岑淑儀 / 岑淑仪, Pinyin Cénshūyí) ist eine chinesische Schauspielerin der 1970er Jahre.

## Leben
Dana wurde in Nanhai geboren und absolvierte die Ausbildung zur Schauspielerin an einer Schauspielschule. Anschließend fand sie den Weg zur Filmschauspielerei über die Filmproduktionsfirma Shaw Brothers. Sie spielte vor allem in Erotik-, Exploitation- und Martial-Arts-Filmen mit. 1973 debütierte sie unter dem Namen Shu-Yi Tsen als Schauspielerin durch die Darstellung eines gefolterten Häftlings. In den nächsten Jahren folgten weitere Nebenrollen in verschiedenen Filmproduktionen. 1975 stellte sie im Film Invasion aus dem Innern der Erde die Rolle eines dämonischen Hexenauges dar. Eine größere Rolle mimte sie 1976 in Pian cai pian se. 1977 stellte sie die Rolle der Agentin Lu Pin im Film Die Todesengel des Kung Fu dar. 1978 verkörperte sie in Bruce Lee – Der reißende Puma neben Hauptdarsteller Bruce Li die Rolle der Donna, Agentin Nummer 7, dar. Zuletzt spielte sie 1979 im Film Wan Zai si tiao nu mit. 2001 war sie in der Fernsehdokumentation I Love Christmas zu sehen.

## Filmografie (Auswahl)
- 1973: Das Bambuscamp der Frauen (Nu ji zhong ying)
- 1974: Mian ju
- 1975: Gang ao chuan qi
- 1975: Shuang xing ban yue
- 1975: Qing guo qing cheng
- 1975: Tai tai shi sheng xian
- 1975: Invasion aus dem Innern der Erde (Zhōngguó Chāorén)
- 1975: Di shi da lao
- 1975: Gu zhi se lang
- 1975: Das Omen des Bösen (Jiang tou)
- 1975: Zei gong ji xiao tou cai
- 1975: Chang fa gu niang
- 1976: Pian cai pian se
- 1977: Die Todesengel des Kung Fu (Qiao tan nu jiao wa)
- 1977: Ren she shu
- 1977: Gorugo 13: Kûron no kubi
- 1977: Chu ce
- 1978: Bruce Li – Die Faust der Vergeltung (Lao jia lao nu lao shang lao)
- 1978: Das Geheimnis der Todesschlange (She nu yu chao)
- 1978: Bruce Lee – Der reißende Puma (Meng nan da zei yan zhi hu)
- 1978: Miao Jie nu qiang ren
- 1979: Wan Zai si tiao nu